# Putney híd
A Putney híd (angolul: Putney Bridge) egy II. fokozatú (Grade II listed) műemléki védettségű híd 
a Temze folyón Nyugat-Londonban, amely összeköti Putney-t a déli oldalon, az északon elhelyezkedő
Fulhammel. A hídfői mellett középkori plébániatemplomok találhatók: délen a St Mary's Church Putney, 
az északi parton pedig a Fulham All Saints Church. Az első híd 1729-es felépítése előtt komp közlekedett a két part között.
A mai hídon három sávos közút fut dél felé, (köztük egy autóbuszsáv), és egy sáv (plusz kerékpársáv) halad
észak felé. A híd főbb megközelítése a Putney High Street, egy londoni kiskereskedelmi, irodai, és 
szórakozási központ része. A Putney Embankment ad otthont a Putney kikötőnek, ahonnan a hídtól délnyugatra
folyami hajók indulnak. A híd nyugati feléről startolnak a főváros legnagyobb evezős eseményei, köztük az
Oxford–Cambridge evezősverseny.

## Története

### Az első hidak
A normann időkben már közlekedett komp Fulhamből Putneyba, de az árapály miatt időnként veszélyes volt az átkelés a folyón. Az első híd Fulham és Putney két plébániája között a polgárháború idején épült, az 1642-es brentfordi csata után, amely egy hajóhíd volt. 1720-ban Sir Robert Walpole (akit a következő évben Nagy-Britannia első miniszterelnökévé választottak) I. György király meglátogatása után, a Temze-parti Kingstonból
visszajövet sietett az alsóházba és szolgájával együtt lovagolt Putney-be, hogy komppal keljen át Fulhambe. A komp azonban a másik oldalon volt és a kompkezelő, aki a The Swan nevű fogadóban ivott, figyelmen kívül hagyta Walpole és szolgája hívását, ezért kénytelenek voltak másik útvonalat választani. Ezek után Walpole megfogadta, hogy a komp helyére egy híd építését fogja indítványozni.

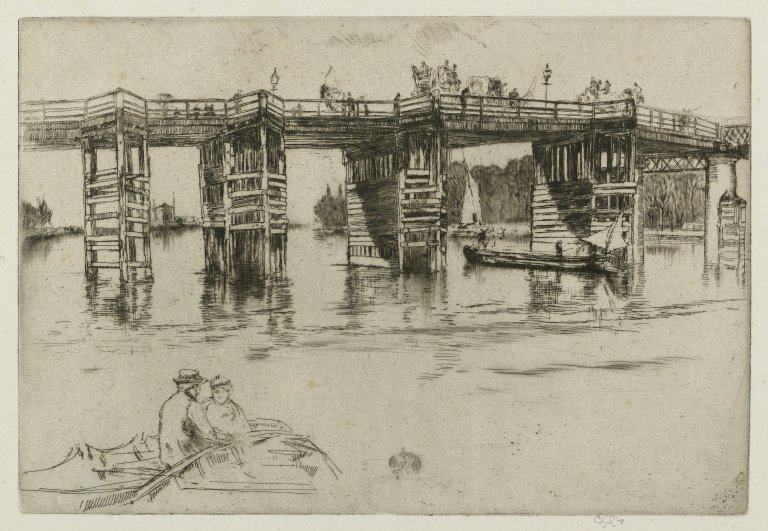
A régi Putney híd - egykori illusztráció (1879)

1725-ben, II. György uralkodása alatt új javaslatot terjesztettek elő egy magánfinanszírozott fizetős hídra, amely elnyerte a Walpole támogatását is és a következő évben a híd építésének jogi kereteit a parlamenti törvény is jóvá hagyta. 
A híd hivatalos megnyitója 1729 november 29-én volt. Ezerhétszáz évvel azután, hogy a rómaiak létrehozták az első London Bridge-et, ez volt a második londoni híd amit megépítettek a Temzén. A híd teljes egészében fából épült, mely 786 láb (248 m) hosszú és 24 láb (7.5 m) széles és 26 különböző szélességű fesztávja volt, amelyek V-alakú pillérekre támaszkodtak.
Az út szintjén kiugró háromszög alakú platformok biztosították, hogy a gyalogosok menedéket találhassanak az elhaladó kocsik elől. Eredetileg olajlámpákkal világították meg, amelyeket 1845-ben gázlámpákra cseréltek. A fizetős híd két végén pedig fizetőkabinok voltak.
1845 óta a híd volt a Oxford–Cambridge evezősverseny kiindulópontja és ilyenkor a csendes Putney falu minden évben életre kelt az hajóversenyek idején. A Fulham hídként is emlegetett faszerkezet 150 éven át állt a mai Putney híd helyén és abban az időben ez 
volt az egyetlen híd a London Bridge és a Kingston híd között. A  korabeli beszámolók szerint a Fulham híd nem volt szép. Egy 1859-ben megjelent Temze könyvben a szerző ezt írta: "Folytattuk utunkat… megpillantottuk azt a csúnya építményt – a korhadó fakupacokat –, 
amely a Temzén átkelve egyesíti Putney és Fulham falvakat." A régi fa átkelőhely nem volt elég erős ahhoz, hogy ellenálljon a megnövekedett közúti forgalomnak, a nyílások pedig túl szűkek voltak a folyami forgalomhoz. Ráadásul 1870-ben súlyosan megsérült 
egy folyami bárka ütközése miatt. Bár a híd egy részét később kicserélték, de végül az egész átkelőt lebontották, hogy helyet adjon a mai híd építésének.

### A jelenlegi híd

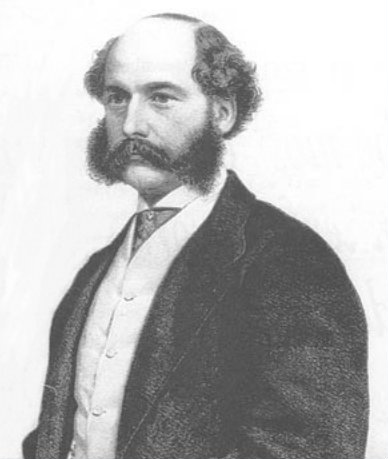
Sir Joseph Bazalgette építőmérnök, a Putney híd tervezője

1879-ben a főváros önkormányzat a Metropolitan Board of Works megvásárolta a fahidat, majd 1880-ban megszüntette az úthasználati díjakat és hozzálátott az új híd építéséhez. A hidat Sir Joseph Bazalgette építőmérnök ötnyílású szerkezetnek tervezte, kőből és cornwalli gránitból. Bazalgette tervezte London csatornarendszerét is és a híd öt kifolyó csatornájából kettőt beintegrált a rendszerbe. Az építési munkákat az edinburghi John Waddell vállalta, akinek ajánlatát 1882. április 15-én fogadták el. 1886-ban fejeződött be a ma álló új vonalvezetésű kőhíd építése. Új utat (Putney Bridge Approach) fektettek le, amely összeköti az új híd északi végét a Fulham High Street és a New King's Road találkozásánál, melynek következtében a Fulham High Street
legdélibb szakasza zsákutcává alakult. A 700 láb hosszú (210 m) és 43 láb széles (13 m) hidat és a walesi herceg
(a későbbi VII. Eduárd) és a walesi hercegnő nyitotta meg 1886. május 29-én. 1933-ban a hidat a jelenleg is használatos három sávra szélesítették. Ennek következtében a Putney-híd megközelítését is kiszélesítették, tovább területet elvpnva a fulhami All Saints Church templomkertjéből.
2014. július 14-én a Putney hídat a gyalogos járdák kivételével három hónapra lezárták, hogy a Wandsworth Council által "alapvető javításokat" elvégezzék. A hidat abban az évben szeptember 26-án nyitották meg újra.
2017. május 5-én egy ismeretlen kocogó a hídon félrelökött egy nőt, akit egy közeledő busz kis híján elütött.
Sonya Kelly ír drámaíró egy darabot írt Volt egyszer egy híd (Once Upon a Bridge) címmel, amelyet ezt az eset ihletett és a Druid színházban adták elő  2021-ben.

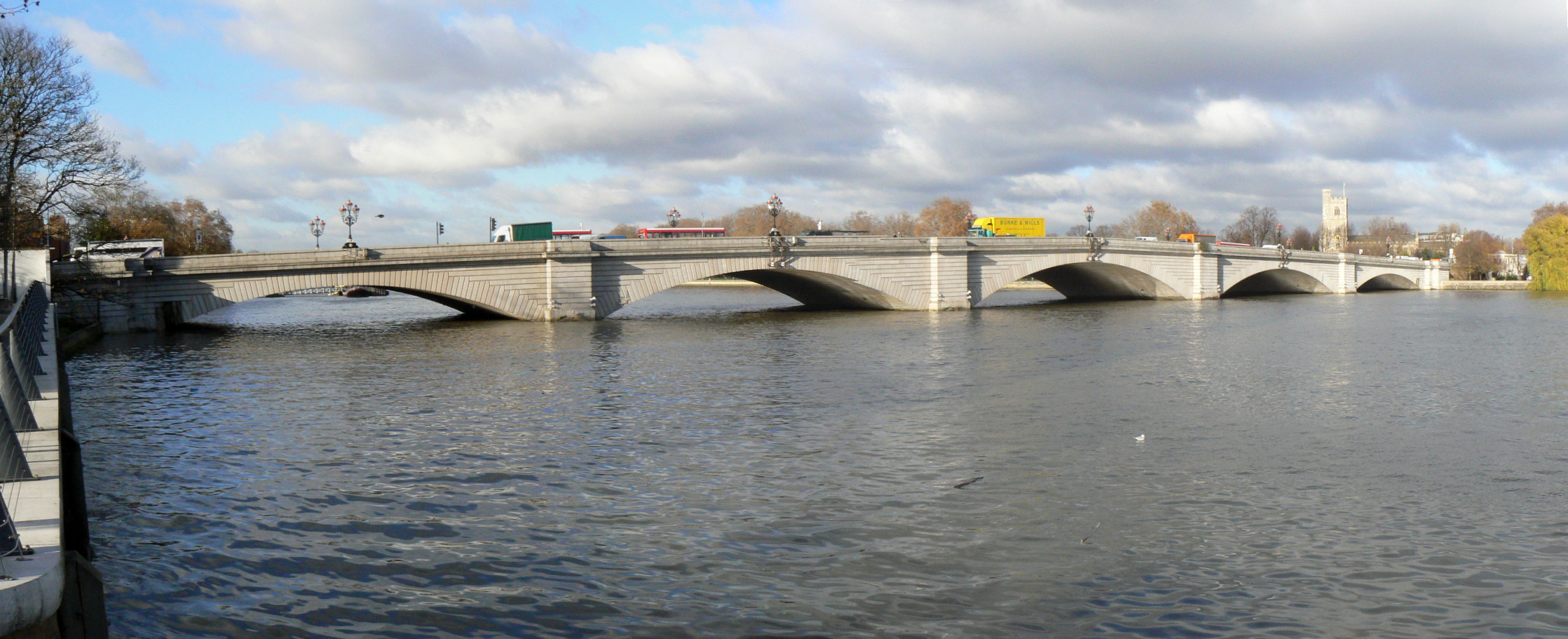
A Putney híd északnyugati oldala

## Fordítás
- Ez a szócikk részben vagy egészben  a   Putney Bridge című angol Wikipédia-szócikk fordításán alapul.  Az eredeti cikk szerkesztőit annak laptörténete sorolja fel. Ez a jelzés csupán a megfogalmazás eredetét és a szerzői jogokat jelzi, nem szolgál a cikkben szereplő információk forrásmegjelöléseként.